# جون بينيت (ممثل)
جون بينيت (بالإنجليزية: John Bennett)‏ هو ممثل بريطاني، ولد في 8 مايو 1928 في المملكة المتحدة، وتوفي في 11 أبريل 2005 بلندن في المملكة المتحدة.

## أعمال

### أفلام
- (1966) شيء مضحك حدث في الطريق إلى المحكمة
- (1973)  الأيام العشر الأخيرة
- (1980) المرآة المتصدعة
- (1997) العنصر الخامس[2][3][4][5]

## وصلات خارجية
- جون بينيت على موقع IMDb (الإنجليزية)
- جون بينيت على موقع ألو سيني (الفرنسية)
- جون بينيت على موقع ميوزك برينز (الإنجليزية)
- جون بينيت على موقع أول موفي (الإنجليزية)
- جون بينيت على موقع قاعدة بيانات الأفلام السويدية (السويدية)
- جون بينيت على موقع قاعدة بيانات الفيلم (الإنجليزية)
- جون بينيت على موقع كينوبويسك (الروسية)